# 木戸豊吉
木戸 豊吉（きど とよきち、文久2年8月24日（1862年9月17日） - 昭和2年（1927年）3月15日）は日本の政治家。衆議院議員、京都府会議長。

## 略歴
1862年（文久2年）8月に丹波国上胡麻村（現京都府南丹市）に生まれる。京都府師範学校を卒業後、上京し、1890年（明治23年）に和仏法律学校（現法政大学）を卒業する。
帰郷後、胡麻郷村村長に就任し、1910年（明治43年）10月に第10回衆議院議員総選挙補欠選挙に出馬し当選する。
衆議院議員の任期満了後、京都府会議員、同議長を務め、1921年（大正10年）に京都府知事若林賚蔵と対立し退任する。
その後、1924年（大正13年）に第15回衆議院議員総選挙に出馬し当選する。
1927年（昭和2年）3月15日に死去。66歳。